# Mesosa seminivea
Mesosa seminivea är en skalbaggsart som beskrevs av Stefan von Breuning 1965. Mesosa seminivea ingår i släktet Mesosa och familjen långhorningar.
Artens utbredningsområde är Laos. Inga underarter finns listade i Catalogue of Life.